# وانغ يان تشنغ
وانغ يان تشنغ هو رسام صيني، ولد في 9 يناير 1960 في غوانغدونغ في الصين.